# 岩屋城 (美作国)
岩屋城（いわやじょう）は、岡山県津山市中北上（旧・久米町）の標高483メートルの山上にあった日本の城（山城）。城跡は岡山県指定史跡となっている。

## 概要
美作と備前との国境付近の岩屋山の山頂に本丸を置き、本丸北側に崖となっている「落し雪隠」があり、その他3方向を曲輪で守備する天然の要害を利用した城である。本丸からは、各曲輪が横延びの馬蹄形の形状で配置されている。
交通の要所に築かれていた為に幾度か各勢力の激しい争奪戦の舞台となっており、歴代城主によって12本の竪堀や20以上の郭が追加され、美作国内でも他に類を見ないほど大規模な防御機構を備えた山城となっており、
水の手も本丸近くより湧き出る井戸や竜神池から容易に確保できることから長期の籠城戦を度々経験している堅城である。

## 歴史

### 山名氏統治時代
嘉吉元年（1441年）、美作守護・山名教清によって築かれた。その後、山名氏の管理下にあったが、
応仁元年（1467年）より始まった応仁の乱が泥沼化したことで当時、美作守護だった山名政清も兵を率いて上洛したので、この隙を突いて加賀半国守護赤松政則が旧領復帰を狙って挙兵し、美作には中村五郎左衛門が送り込まれた。
中村の軍勢は美作を席巻し、3年ほど争った後に赤松軍は美作を回復。岩屋城も赤松氏の治めるところとなった。

### 中村一族の支配
その後、小瀬・中村・大河原・後藤氏など赤松氏譜代が交代で城代となっていたが、永正17年（1520年）に美作守護代中村則久が前年に赤松義村に対して反逆した浦上村宗に同調して岩屋城を奪取し籠城。
これに激怒した赤松義村は小寺則職に兵を与え、中村討伐を命じたが浦上家臣宇喜多能家の助けを得た天険の岩屋城はこれを寄せ付けず、200日余り籠城した挙句に浦上村宗と連携して小寺則職らを返り討ちにし、中村則久が以後も岩屋城に在城した。
だが、浦上村宗の死後は尼子氏の影響力を傘に台頭する大河原貞尚の勢力に押され中村氏は衰微、天文13年（1544年）には直接美作に侵攻し始めていた尼子氏の攻勢に耐え切れずついに尼子国久に降伏。
中村氏は変わらず城主を続ける事を赦されたものの、尼子氏より目付けとして芦田秀家を送り込まれる事となった。
やがて尼子氏も衰退し始めると芦田は独立の野心を持つようになり、永禄11年（1568年）にはついに城主中村則治を暗殺して岩屋城を奪取した。

### 勢力争いの境界に
それからしばらくは芦田秀家、続いて子である芦田正家の統治下に在ったが、天正2年（1574年）に宇喜多直家が浦上宗景より独立するにあたって備前と美作の連絡路にあたる岩屋城に目を付け、同年3月に原田貞佐・花房職秀の奇襲によってわずか一日で陥落し、城代には宇喜多家臣浜口家職が置かれた。
その後も浜口家職が城代を務めていたが、天正8年（1580年）に宇喜多直家が毛利氏と手切れして織田氏と結んだことで、戦略的に重要であるこの岩屋城も毛利氏の標的とされた。
天正9年（1581年）、毛利家臣で葛下城主であった中村頼宗（かつての美作守護代中村氏との関連は不明）は岩屋城の奪取を狙い、少数精鋭の決死隊を組織。暴風雨の夜に密かに城へと接近すると、敢えて最も峻険な「落し雪隠」をよじ登って本丸へと押し入り浜口家職を放逐し、わずか32人で岩屋城の奪取を成功させる。この功によって毛利輝元は中村頼宗を岩屋城主に任じた。
宇喜多氏としても本拠地岡山の喉元に位置するこの城を奪われたことは由々しき事態で奪還の為に度々出兵したが、頼宗はよくこの城を守り奪還することは出来なかった。

### 廃城まで
天正11年（1583年）より豊臣秀吉と毛利輝元との間の和睦の協議で高梁川を境界にそれ以西が毛利領となり、それより東は宇喜多秀家の領地となった（中国国分）。これにより岩屋城は宇喜多領となる事が決まり、中村頼宗は宇喜多側より城の引き渡しを求められたが、これを拒み籠城の構えを見せた。
天正12年（1584年）3月、宇喜多秀家は花房職之を大将に岡家利・長船貞親・戸川秀安・江原親次ら2万の大軍で岩屋城を攻囲したが、頼宗は堅守し武力によって陥落させることは出来なかった。しかし同年7月、頼宗が派遣した八島宗八が足利義昭に和睦を仲介を依頼した事によって宇喜多方が攻囲を解くと頼宗はついに安芸国へと退去した。これ以後、岩屋城は長船貞親が領することになる。
天正18年（1590年）に大規模な山火事が発生し、岩屋城本丸も焼け落ちた。山城は平時において時代遅れの物としてその必要性を失っており、これ以後再建されることもなく岩屋城はそのまま廃城となった。